# Интерфикс
Интерфи́кс (также соединительный элемент; лат. interfixus — прикрепленный между) — часть слова, предназначенная для связи морфем (основы и суффикса или двух и более основ между собой) в том случае, если их непосредственное соединение затруднено или невозможно по морфонологическим причинам: пе-ть → пе-в-ец, шоссе → шоссе-/j/-ный, дым и ход → дым-о-ход, словац. krut-ý «жестокий» и vládca «правитель» → krut-o-vládca «деспот, тиран» .
Процесс связи морфем с помощью интерфикса называют наращением или интерфиксацией. Иногда для различения связи двух и более основ от связи основ с суффиксами для связующего элемента в последнем случае используют отдельный термин «прокладка». Авторы «Русской грамматики» 1980 года (В. В. Лопатин и И. С. Улуханов) разграничивают понятия интерфиксации и наращения. Интерфиксы (включая нулевые интерфиксы) рассматриваются ими как словообразовательные морфы (аффиксы), которые «находятся между двумя простыми основами в составе сложной основы»: лес и степь → лес-о-степь. А соединительные элементы, используемые для наращения, определяются как «отрезки в структуре мотивирующей основы, отсутствующие в основе мотивирующего слова»: пас-ти → пас-ть-ба.
Н. М. Шанский и Л. Г. Свердлов считают интерфиксы составными частями производных суффиксов, образованных путём переразложения.
Понятие интерфикса введено Н. С. Трубецким в 1934 году, термин «интерфикс» предложен А. М. Сухотиным и М. В. Пановым.

## Примеры

### В славянских языках
В русском языке самыми распространёнными являются два интерфикса: о и е. Они встречаются в словах пар-о-воз, земл-е-мер. Реже у в значении половины: пол-у-ночь; и после числительного: шест-и-классник; я если первая часть слова начинается на «себя», «семя», «имя», «время»: врем-я-препровождение (исключение — себ-е-стоимость); а в словах ум-а-лишёный, сум-а-сшедший и в словах, первая часть которых начинается на «сорока-», «полутора-», «полутораста-»: сорок-а-летний. Интерфиксы могут образовываться из-за новой трактовки морфем. Например, это произошло со словом искромётный — оно происходит от дославянского корня *-sker(m), но через века оно стало трактоваться как сложное. Дополнительно интерфиксами в значении соединительной части корня и суффикса мoжнo считaть элeмeнты -в- в cлoве певец (пе-ть → пe-в-eц), -л- в cлoве жилeц (cp.; жи-ть), -j- в cлoве кyпeйный (cp.: кyпe), -ш- в cлoве зaвтpaшний (cp.: зaвтpa), -ан- в cлoве aфpикaнcкий (cp.: Aфpикa), -ин- в cлoве ялтинcкий (cp.: Ялтa), -ов- в cлoвe paйкoмoвcкий (cp.: paйкoм) и т. п.
Как и в русском языке при словосложении в украинском языке наиболее употребительными являются интерфиксы -о- и -е-: укр. газ-о-провiд «газопровод», мов-о-знавство «языкознание», чорн-о-бривий «чернобровый», зор-е-крилий «звёздокрылый»; для белорусского языка характерны такие варианты интерфиксов, как -а- и -я-: бел. святл-а-цень «светотень», лес-а-парк «лесопарк», сiн-я-вокi «синеглазый».
Использование интерфиксов при образовании сложных слов на основе прежде всего имён существительных и имён прилагательных широко распространено в словацком языке: zem-e-pis «география», sam-o-obsluha «самообслуживание», drev-o-rubač «лесоруб», vetr-o-lam «ветрозащитная полоса», skal-o-pevný «непреклонный», bled-o-ružový «бледно-розовый», okol-o-idúci «прохожий».

### В германских языках
В немецком языке самыми распространёнными являются интерфиксы s (Arbeit-s-zimmer — кабинет), e (Heb-e-kran — подъёмный кран) и en (Person-en-kraftwagen — легковой автомобиль). В некоторых сложных словах нет интерфикса: Fahr-zeug — транспортное средство. Похожие интерфиксы существует и в нидерландском языке (там есть особый интерфикс er).
В английском языке, когда технические составные слова образованы из нетехнических корней, иногда используется интерфикс o (speed-o-meter, mile-o-meter).